# 2018年冬季残疾人奥林匹克运动会单板滑雪比赛
2018年冬季残疾人奥林匹克运动会單板滑雪將在2018年3月12及16日在南韓江陵旌善高山滑雪中心舉行。

## 外部連結
- PyeongChang Official website
- International Paralympic Committee PyeongChang website（页面存档备份，存于）